# Phương trình Arden Buck
Phương trình Arden Buck là một nhóm các tương quan thực nghiệm liên hệ áp suất hơi bão hòa với nhiệt độ đối với không khí ẩm. Các điều chỉnh đường cong được tối ưu hóa để có độ chính xác cao hơn so với phương trình Goff–Gratch trong phạm vi −80 đến 50 °C (−112 đến 122 °F).
Một tập hợp gồm vài phương trình đã được phát triển, với mỗi phương trình có thể áp dụng trong các tình huống khác nhau.

## Công thức
Các công thức do Arden Buck đề xuất năm 1996 là các biến đổi từ các phương trình do Buck đề xuất năm 1981, và chúng bao gồm:
{\displaystyle P_{\mathrm {s} }\left(T\right)=EF\times 0,61121\times \exp \left(\left(18,678-{\frac {T}{234,5}}\right)\times \left({\frac {T}{257,14+T}}\right)\right)}, trên mặt nước lỏng với T > 0 °C.
{\displaystyle P_{\mathrm {s} }\left(T\right)=EF\times 0,61115\times \exp \left(\left(23,036-{\frac {T}{333,7}}\right)\times \left({\frac {T}{279,82+T}}\right)\right)}, trên mặt băng với T < 0 °C.
Trong đó:
- Ps(T) là áp suất hơi bão hòa, tính bằng kPa.
- EF là hệ số tăng thêm.[1] Buck (1981) liệt kê các hệ số tăng thêm đối với khoảng nhiệt độ −80 đến 50 °C (−112 đến 122 °F) ở các mức áp suất 1.000 mb, 500 mb và 250 mb. Các hệ số này được liệt kê trong bảng dưới đây.

| °C  | 1.000 mb | 500 mb  | 250 mb  |
| --- | -------- | ------- | ------- |
| -80 |          | 1,00410 | 1,00200 |
| -70 |          | 1,00360 | 1,00180 |
| -60 | 1,00640  | 1,00320 | 1,00160 |
| -50 | 1,00580  | 1,00290 | 1,00140 |
| -40 | 1,00520  | 1,00260 | 1,00130 |
| -30 | 1,00470  | 1,00240 | 1,00120 |
| -20 | 1,00440  | 1,00220 | 1,00120 |
| -10 | 1,00410  | 1,00220 | 1,00120 |
| 0   | 1,00395  | 1,00219 | 1,00132 |
| 10  | 1,00388  | 1,00229 |         |
| 20  | 1,00400  | 1,00251 |         |
| 30  | 1,00426  | 1,00284 |         |
| 40  | 1,00467  | 1,00323 |         |
| 50  | 1,00519  |         |         |

- exp(x) là hàm mũ cơ số tự nhiên (e = 2,718281828459045....).
- T là nhiệt độ không khí, tính bằng độ Celsius.